# Нейпир, Фрэнсис, 15-й лорд Нейпир
Фрэнсис Дэвид Чарльз Нейпир, 15-й лорд Нейпир и 6-й барон Эттрик (англ. Francis David Charles Napier, 15th Lord Napier and 6th Lord Ettrick; родился 3 ноября 1962 года) — шотландский дворянин, наследственный вождь клана Нейпир.

## Биография
Родился 3 ноября 1962 года. Старший сын Найджела Нейпира, 14-го лорда Нейпира (1930—2012), и Делии Мэри Пирсон, дочери майора Арчибальда Дэвида Барклая Пирсона.
Лорд Нейпир получил образование в школе графов Стэнбридж и в Колледже сельского хозяйства и садоводства Отли.
После смерти своего отца в 2012 году Нейпир сменил его на посту лорда Нейпира и Эттрика и баронета Скотта из Новой Шотландии. Он, однако, формально не доказал свою преемственность последнего титула.
8 мая 1993 года Фрэнсис Нейпир женился на Заре Джейн Маккалмонт (род. 28 июля 1964), единственной дочери Хью Дермота Маккалмонта и Джиллиан Мэри Мур. У них двое детей:
- Достопочтенный Уильям Александр Хью Нейпир, мастер Нейпир (10 июня 1996 — 27 августа 2021 года)
- Достопочтенная Софи Элеонора Роуз Нейпир, хозяйка Нейпир (родилась 24 мая 1999 года), предполагаемая наследница лорда.